# Seznam irskih pevcev resne glasbe
Seznam irskih pevcev resne glasbe.

## E
- Tara Erraught

## F
- Allan James Foley

## K
- Margaret Keys

## L
- Thomas Lawlor
- Josef Locke

## M
- John McCormack
- Ann Murray

## O
- Joseph O'Mara

## P
- Frank Patterson

## R
- Frederick Ranalow

## T
- Hugh Talbot